# Idril
Idril Celebríndal je literární postava ze světa J. R. R. Tolkiena. Vyskytuje se nejvíc v knize Silmarillion. Ač byla dcerou elfího krále Turgona, pojala za manžela Tuora, syna Huorova z Třetího domu lidí. Jejich syn byl Eärendil námořník. Přívlastek Celebríndal znamená v sindarštině Stříbronohá.